# Аллоза
Алло́за — редкий моносахарид, является альдогексозой. Входит в состав 6-O-гликозида циннамила, который содержится в листьях африканского кустарника Protea rubropilosa. Аллоза представляет собой твёрдое кристаллическое вещество, растворимое в воде и практически не растворима в метаноле. Существует как в линейной, так и в циклических формах (в основном в пиранозной форме). В водном растворе из таутомерных форм преобладающей является β-D-аллопираноза (70 %).
| Изомеры D-аллозы | Изомеры D-аллозы     | Изомеры D-аллозы      |
| Линейная форма   | Проекция Хеуорса     | Проекция Хеуорса      |
| ---------------- | -------------------- | --------------------- |
| <1%              | α-D-аллофураноза 5 % | β-D-аллофураноза 7 %  |
| <1%              | α-D-аллопираноза 18% | β-D-аллопираноза 70 % |

Аллоза является C-3 эпимером глюкозы. Аллоза, как и галактоза дают ахиральные сахарные кислоты.